# 32 (număr)
32 (treizeci și doi) este numărul natural care urmează după 31 și precede pe 33.

## În matematică
- Este un număr compus.[1]
- Este un număr practic.[2][3]
- 32 este cel mai mic număr n cu exact 7 soluții la ecuația φ (x) = n. Este, de asemenea, suma funcției φ pentru primele zece numere întregi.
- Este un număr la puterea a cincea,[4] a cincea putere a lui doi⁠(d), 32, este un Număr Leyland, deoarece 24 + 42 = 32.[5]
- 32 este al nouălea număr fericit.[6][7]
- Este un număr puternic.[8][9]
- Este un număr rotund.[10][11]
- 32 = 11 + 22 + 33

## În știință
- Numărul atomic al germaniului.
- Punctul de îngheț al apei la presiunea de o atmosferă fizică, în °F.

### Astronomie
- Messier 32 este o galaxie cu o magnitudine 9.0 în constelația Andromeda.
- Obiectul NGC 32 din New General Catalogue este o stea în constelația Pegas.
- 32 Pomona este o planetă minoră.
- 32P/Comas Solá este o cometă periodică din sistemul solar.

## În muzică
- Numărul de sonate pentru pian de Ludwig van Beethoven, complete și numerotate.
- „32 Footsteps”, o melodie de They Might Be Giants⁠(d).
- „The Chamber of 32 Doors”, un cântec de Genesis, din albumul The Lamb Lies Down on Broadway⁠(d) din 1974.
- "32", o melodie din albumul de debut al Mr. Mister⁠(d), I Wear the Face⁠(d).
- „32” , o melodie a grupului electro-rock Carpark North⁠(d).
- „Thirty Two”, o melodie de Van Morrison din albumul New York Sessions '67⁠(d).
- Thirty Two⁠(d) este al patrulea album al trupei engleze Reverend and The Makers⁠(d).
- "32 Pennies", o melodie din albumul de debut al Warrant⁠(d), din 1989, Dirty Rotten Filthy Stinking Rich⁠(d).
- Numărul de raze al Soarelui care Răsare japonez de pe coperta albumului Light Grenades⁠(d) de Incubus (formație) din 2006.
- „32 Ways To Die”, o melodie din albumul Half Hour of Power⁠(d) de Sum 41.
- Pseudonimul scurt al rapperului britanic Wretch 32⁠(d).

## În religie
În Cabala sunt 32 de căi cabalistice ale înțelepciunii. Acestea derivă din cele 32 de numelor ebraice ale lui Dumnezeu; Elohim apare în primul capitol al Genezei.
Unul dintre textele centrale ale Canonului Pāli⁠(d) din Theravāda, învățătura budistă, Dīgha Nikāya⁠(d), descrie pe Buddha printr-o listă de 32 de caracteristici fizice⁠(d).
Scriptura hindusă Mudgala Purana⁠(d) descrie și ea pe Ganesha ca având 32 de înfățișări⁠(d).

## În sport
- În șah, numărul total de pătrate negre de pe tablă, numărul total de pătrate albe și numărul total de piese (albe și negre) la începutul jocului.
- Numărul de echipe din National Football League.
- În fotbal:
  - La turneul final al Campionatului Mondial de Fotbal între anii 1998 și 2022 au participat 32 de echipe naționale.
  - La turneul final al Campionatului Mondial de Fotbal Feminin începînd din 2023 vor participa 32 de echipe naționale.
  - Mingea de fotbal este făcută cel mai adesea din 32 de bucăți de piele sau material sintetic aranjate ca la un Icosaedru trunchiat.

## În alte domenii
Treizeci și doi se poate referi și la:
- Numărul complet de dinți la un om adult, inclusiv măselele de minte.
- Lățimea unei magistrale de date, în biți: 32-bit.
- Dimensiunea, în biți, a unui tip de date întregi⁠(d), folosite în informatică.
- IPv4 foloosește adrese pe 32 de biți.
- Codul ASCII, respectiv Unicode pentru caracterul blanc.
- +32 este prefixul telefonic internațional al Belgiei.[12]
- Cartuș de calibrul „.32 ACP”.
- Numărul departamentului Gers din Franța
- Cele 32 de comitate tradiționale ale Irlandei.
- Este codul de țară UIC al Vietnamului.[13]